# Linie 2 (Metro Baku)
Die Linie 2 ist eine Metrolinie der Metro Baku in der aserbaidschanischen Hauptstadt Baku. Sie wird auch als Grüne Linie bezeichnet. Die Strecke umfasst 19 Stationen sowie zwei weitere Stationen auf einer Nebenlinie.

## Geschichte
Eröffnet wurde die Linie 2 als zweite Linie der Metro Baku im Jahr 1976.
Geplant ist ein Ausbau der Linie 2 bis 2030 zu einer Ringlinie.

## Streckenführung
Die Linie 2 verläuft zwischen den Stationen Dərnəgül und Həzi Aslanov. Von der Station 28 May kann in der angeschlossenen Station Cəfər Cabbarlı auf die hellgrün beschilderte Nebenlinie zur Station Şah İsmail Xətai gewechselt werden.
Zwischen den Stationen 28 May und Həzi Aslanov teilt sich die Linie 2 die Strecke mit der Linie 1, der sogenannten Roten Linie, die von der Station İçərişəhər kommt. Im Jahr 2013 wurde mit dem Bau einer Tunnelverbindung zwischen den Stationen Həzi Aslanov und Şah İsmail Xətai begonnen, um die Linie 2 zukünftig unabhängig von der Strecke der Linie 1 betreiben zu können.
An der Station Memar Əcəmi kann in der angeschlossenen Station Memar Əcəmi-2 auf die Linie 3, die sogenannte Lila Linie, die zur Station Avtovağzal am Busbahnhof verkehrt, gewechselt werden.

## Stationen
- Dərnəgül
- Azadlıq prospekti
- Nəsimi
- Memar Əcəmi
- 20 Yanvar
- İnşaatçılar
- Elmlər Akademiyası
- Nizami Gəncəvi
- 28 May
- Gənclik
- Nəriman Nərimanov
- Bakmil
- Ulduz
- Koroğlu
- Qara Qarayev
- Neftchilar
- Xalqlar Dostluğu
- Əhmədli
- Həzi Aslanov

### Stationen der Nebenlinie
- Cəfər Cabbarlı
- Şah İsmail Xətai

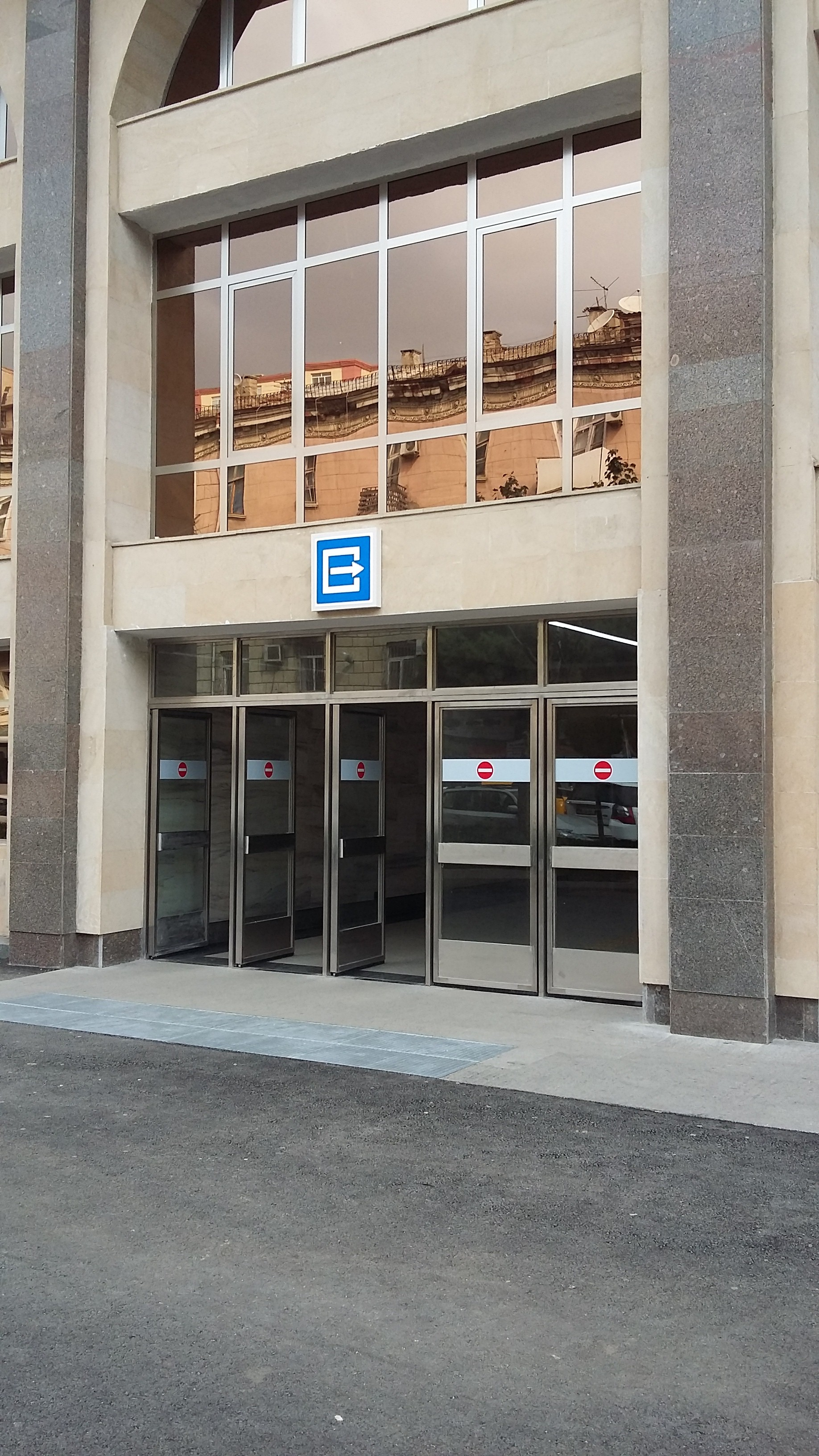
Station Elmlər Akademiyası, 2016
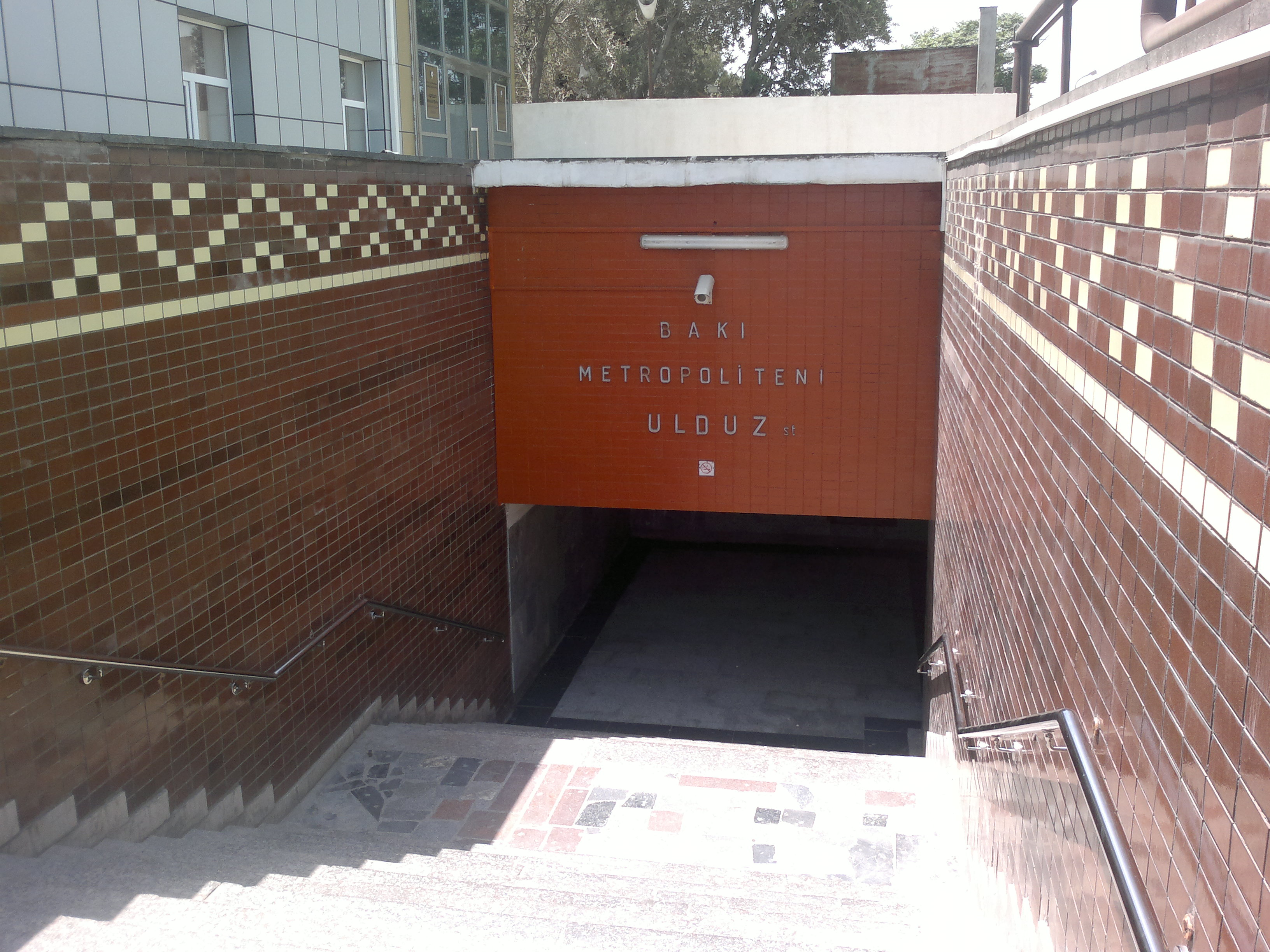
Station Ulduz, 2014
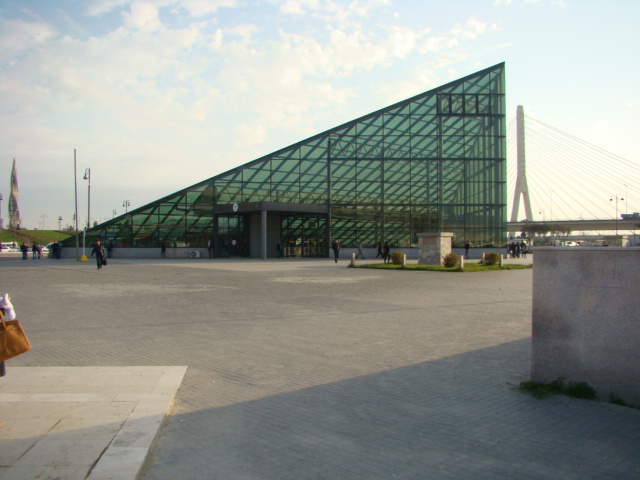
Station Koroğlu, 2015
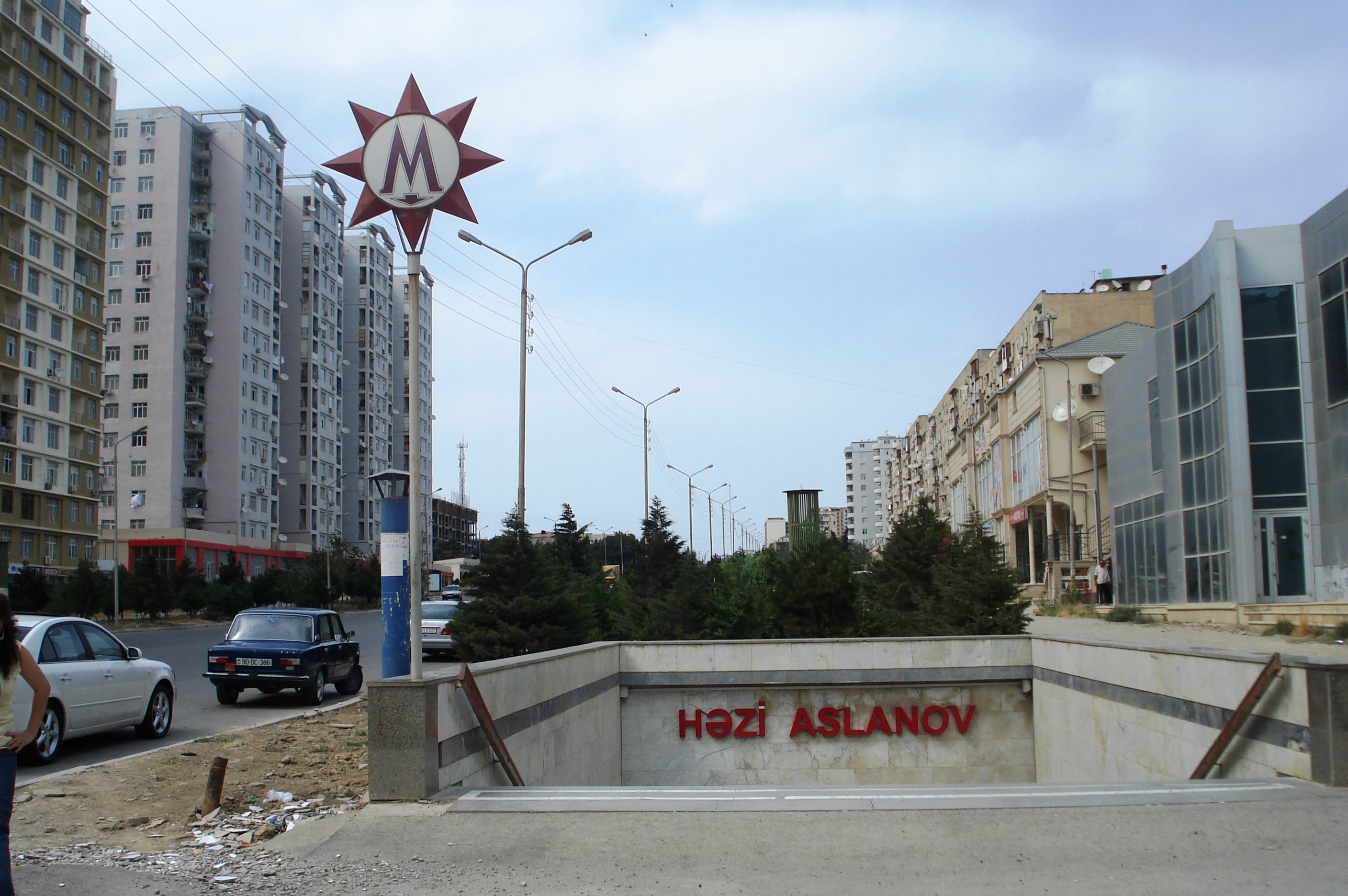
Station Həzi Aslanov, 2009